# Schmalzahn-Sägerochen

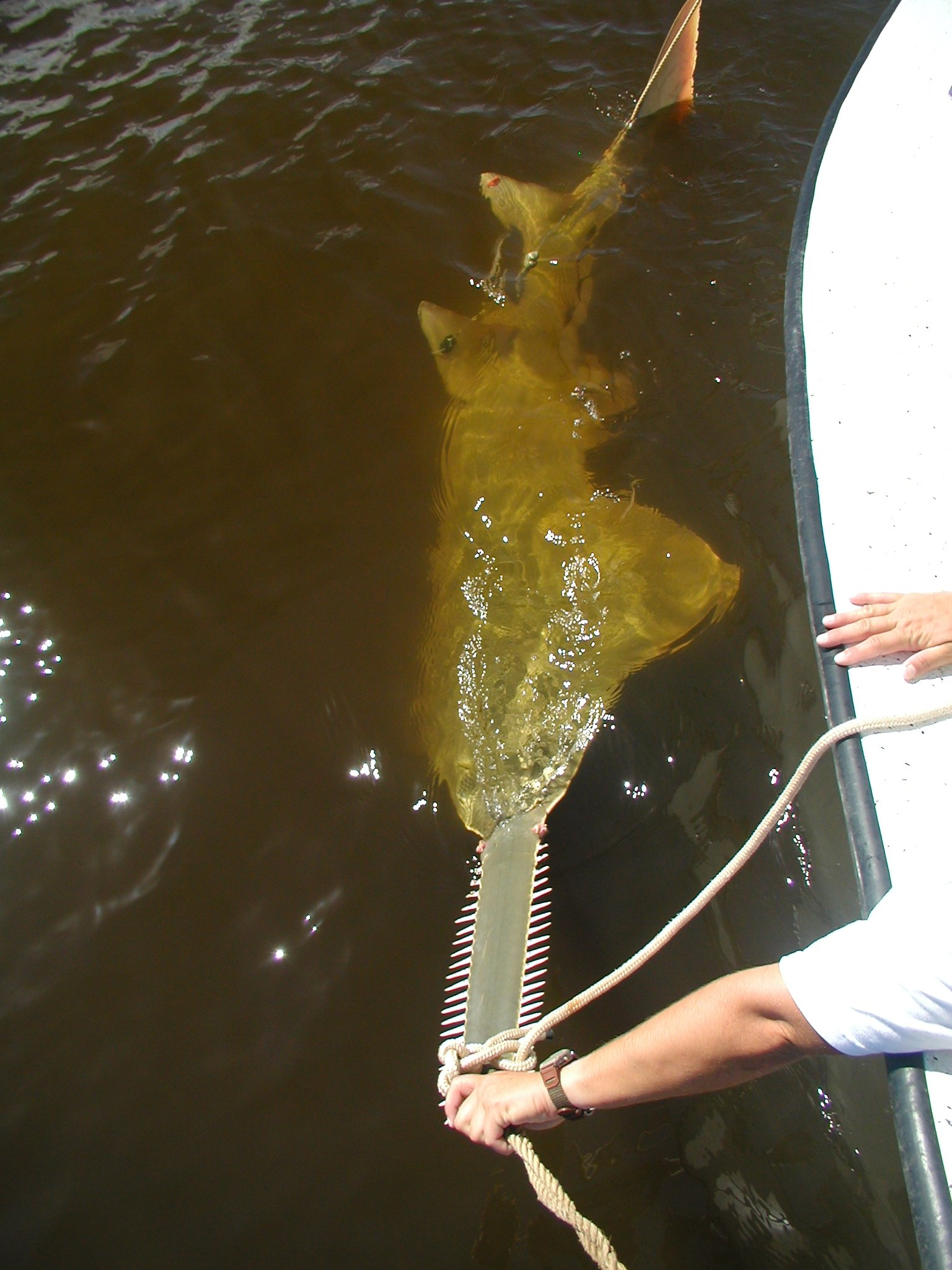
Ein ausgewachsener Fisch wird markiert

Der Schmalzahn-Sägerochen (Pristis pectinata, manchmal auch westlicher Sägefisch) ist eine Art aus der Familie der Sägerochen. Die Fische leben zirkumglobal in den meisten subtropischen und tropischen Gewässern zwischen 44°N und 37°S in Küstennähe oder in Flussmündungen. Nachweise der Art gibt es von der Küste North Carolinas, den Bermudas, der Karibik und dem nördlichen Golf von Mexiko bis nach Argentinien. Im östlichen Atlantik kommt er von Gibraltar bis nach Namibia vor, im Indopazifik von Ostafrika bis zu den Philippinen. Außerdem lebt er im Roten Meer. Vorkommen im Mittelmeer und dem östlichen Pazifik sind möglich.

## Merkmale
Wie alle Sägerochen hat der Schmalzahn-Sägerochen einen haiartigen Körper mit abgeflachtem Vorderkörper und Kopf. Die Tiere erreichen gewöhnlich eine Länge von bis zu 5,5 Metern. Die höchsten berichteten Maße betragen 7,6 Meter Länge und ein Gewicht von 350 Kilogramm. Die Schnauze ist lang, flach und schwertförmig, macht etwa ein Viertel der Gesamtlänge aus. Sie ist auf fast der gesamten Länge mit 24 bis 34 schlanken Zähnen je Seite in etwa gleichmäßigen Abständen besetzt, welche auf der Rückseite eine Furche aufweisen. Die beiden Rückenflossen sind groß und zugespitzt und beide etwa gleich groß. Die Brustflossen haben eine breite Basis und einen geraden hinteren Rand. Die Bauchflossen setzen auf gleicher Höhe wie die vorderen Rückenflosse an. Die Schwanzflosse weist einen fast geraden hinteren Rand ohne ausgeprägten unteren Lappen auf. Die Tiere sind auf der Rückenseite mausgrau bis schwarzbraun mit blasseren Flossen. Der Bauch ist weiß, weißgrau oder blassgelb.

## Lebensweise
Die Fische leben küstennah im Flachwasser, können aber tiefere Meereszonen durchschwimmen, um Inseln zu erreichen. Sie wandern zum Teil auch in Flüsse und tolerieren Süßwasser. Der Schmalzahn-Sägerochen ernährt sich von kleineren Fischen, Krebstieren und Muscheln. Oft benutzen sie ihr Schwert, um Gewässerböden auf der Suche nach Nahrung aufzuwühlen oder um Beutefische zu töten. 

## Fortpflanzung
Pristis pectinata ist wie alle Sägerochen ovovivipar. Beim Mangel an Geschlechtspartnern können sich die Weibchen per Parthenogenese fortpflanzen.

## Nachweise
1. ↑  Schmalzahn-Sägerochen auf Fishbase.org (englisch)
2. ↑  Colin A. Simpfendorfer: Threatened fishes of the world: Pristis pectinata Latham, 1794 (Pristidae). In: Environmental Biology of Fishes. Band 73, 2005, S. 20 (englisch, metapress.com [PDF]).
3. ↑  Smalltooth Sawfish beim Florida Museum of Natural History
4. ↑  Jungferngeburten" bei Sägefischen scinexx.de